# 2012年ロンドンパラリンピック
2012年ロンドンパラリンピック（2012ねんロンドンパラリンピック）は、2012年8月29日から9月9日まで、イギリスの首都ロンドンで開催された第14回夏季パラリンピック大会。ロンドン2012（London 2012）と呼称される。大会スローガンは「一つになろう (Live as one)」。
2000年シドニーパラリンピック以来、3大会ぶりに知的障害者が出場する競技が復活し、20競技503種目に初参加の北朝鮮などを含む史上最多の164の国と地域から約4,280人の選手が参加した。

## 大会マスコット
2012年ロンドンパラリンピックのマスコットとしてマンデビル（Mandeville）が2010年5月19日に発表された。

## 競技スケジュール
すべて現地時間。
| ● | 開会式 |  | 競技実施 | ● | 決勝 | ● | 閉会式 |

| 2012年8月/9月            | 29日 | 30日 | 31日 | 1日 | 2日 | 3日 | 4日 | 5日 | 6日 | 7日 | 8日 | 9日 | 金メダル数 |
| ------------------------ | ---- | ---- | ---- | --- | --- | --- | --- | --- | --- | --- | --- | --- | ---------- |
| アーチェリー             |      |      |      |     |     | 4   | 3   | 2   |     |     |     |     | 9          |
| 陸上競技                 |      |      | 11   | 17  | 20  | 17  | 21  | 20  | 21  | 16  | 23  | 4   | 170        |
| ボッチャ                 |      |      |      |     |     |     | 3   |     |     |     | 4   |     | 7          |
| 自転車                   |      | 5    | 5    | 5   | 3   |     |     | 18  | 4   | 6   | 4   |     | 50         |
| 馬術                     |      |      |      | 2   | 3   | 2   | 4   |     |     |     |     |     | 11         |
| 視覚障害者5人制サッカー  |      |      |      |     |     |     |     |     |     |     | 1   |     | 1          |
| 脳性麻痺7人制サッカー    |      |      |      |     |     |     |     |     |     |     |     | 1   | 1          |
| ゴールボール             |      |      |      |     |     |     |     |     |     | 2   |     |     | 2          |
| 柔道                     |      | 4    | 4    | 5   |     |     |     |     |     |     |     |     | 13         |
| パワーリフティング       |      | 2    | 3    | 3   | 3   | 3   | 3   | 3   |     |     |     |     | 20         |
| ボート                   |      |      |      |     | 4   |     |     |     |     |     |     |     | 4          |
| セーリング               |      |      |      |     |     |     |     |     | 3   |     |     |     | 3          |
| 射撃                     |      | 2    | 2    | 2   | 1   | 1   | 1   | 1   | 2   |     |     |     | 12         |
| 競泳                     |      | 15   | 15   | 15  | 14  | 14  | 15  | 15  | 15  | 15  | 15  |     | 148        |
| 卓球                     |      |      |      |     | 11  | 10  |     |     |     | 4   | 4   |     | 29         |
| シッティングバレーボール |      |      |      |     |     |     |     |     |     | 1   | 1   |     | 2          |
| 車いすバスケットボール   |      |      |      |     |     |     |     |     |     | 1   | 1   |     | 2          |
| 車いすフェンシング       |      |      |      |     |     |     | 4   | 4   | 2   | 1   | 1   |     | 12         |
| ウィルチェアーラグビー   |      |      |      |     |     |     |     |     |     |     |     | 1   | 1          |
| 車いすテニス             |      |      |      |     |     |     |     | 1   |     | 2   | 3   |     | 6          |
| 総金メダル数             |      | 28   | 40   | 49  | 59  | 51  | 54  | 64  | 47  | 48  | 57  | 6   | 503        |
| 式典                     | ●    |      |      |     |     |     |     |     |     |     |     | ●   |            |
| 2012年8月/9月            | 29日 | 30日 | 31日 | 1日 | 2日 | 3日 | 4日 | 5日 | 6日 | 7日 | 8日 | 9日 | 金メダル数 |

## 競技会場
ロンドンオリンピックとほぼ同じ会場で行われたが、テニスはウィンブルドンではなくイートン・マナーで実施された。
オリンピック・パーク
- オリンピック・スタジアム（80,000人収容）：開閉会式、陸上競技
- アクアティクス・センター（17,500人収容）：水泳
- バスケットボール・アリーナ（10,000人収容）：車いすバスケットボール、ウィルチェアーラグビー
- カッパー・ボックス（6,500人収容）：ゴールボール
- イートン・マナー（6,500人収容）：車いすテニス
- リバーバンク・アリーナ（16,000人収容）：5人制サッカー、7人制サッカー
- ベロドローム（6,000人収容）：自転車（トラック）

オリンピック・パーク外
- ブランズ・ハッチ：自転車（ロード）
- イートン・ドーニー（30,000人収容）：ボート
- エクセル（ExCeL、10,000人収容）：ボッチャ、柔道、卓球、シッティングバレーボール、車いすフェンシング、パワーリフティング
- グリニッジ・パーク（23,000人収容）：馬術
- ノース・グリニッジ・アリーナ（20,000人収容）：車いすバスケットボール
- ロイヤル・アーティラリー・バラックス（7,500人収容）：アーチェリー、射撃
- ウェイマス・アンド・ポートランド・ナショナル・セーリング・アカデミー：セーリング

## 開閉会式
オープニングの主役としてスティーヴン・ホーキングが登場した。
閉会式ではイギリスのロックバンドコールドプレイの演奏を軸にパフォーマンスが繰り広げられた。

## テレビ放送とネット配信
英国内ではチャンネル4が放映権を獲得した。総放送時間は150時間の予定。パラリンピック公式サイトでは英語とスペイン語による総配信時間780時間以上のライブストリーミング配信と、総配信時間1,000時間以上のオンデマンド配信が予定されている。
日本ではNHKが期間中、45分間（9月2日と9日のみ55分間）のハイライトを総合テレビ（15時台。9月8日と10日のみ14時台）と教育テレビ（20時台、14･15時台の再放送）で連日放送した。開会式と閉会式については開会式・閉会式とも放送休止時間を短縮した上、4時30分から繰り上げて放送を開始し、開会式は8時9分まで（当初の終了予定時間は7時30分だった）、閉会式は6時55分まで（当初の終了予定時間は7時だった）、Eテレで生中継された。その他、週末には1～2時間程度の録画中継枠もEテレで編成されるほか開幕直前の特集や総集編も総合テレビと教育テレビで放送した。
また、字幕放送（生中継・録画中継・ハイライトのいずれもリアルタイム字幕放送）と副音声解説放送（すべてステレオ2音声。録画中継枠を除く）を実施した。その他、スカパー!がスカパー!HDのスカチャン5とスカパー!e2のBSスカパー!でも期間中、1時間のダイジェストをノンスクランブルで連日放送した。

## 大会中の出来事
- 8月31日、大会組織委員会が陸上円盤投げ女子でデータの入力ミスから金、銀、銅の対象選手を間違えて授与したと発表した[13]。1日に改めて、授与式を行う。

- 義足の選手として史上初のオリンピック出場を果たしたオスカー・ピストリウスが9月1日に開催された陸上200メートル予選で21秒30の世界新記録を樹立した。
しかし翌日の決勝でピストリウスは序盤はリードを奪うものの、後半にブラジルのアラン・オリベイラがこれをかわし、結局ピストリウスは2位となった。ピストリウスは競技直後に「彼の義足は信じられないほど長い」とオリベイラを批判する発言をして物議を醸した[14][15]。ピストリウスは100m走でも振るわず、地元イギリスのジョニー・ピーコックが優勝した[16]。

- ファン・ヨンデ功績賞は、男子は陸上アイルランド代表のマイケル・マクキロップが選ばれた。マクキロップは今回、陸上800ｍ男子と1500ｍ男子の2種目で金メダルを獲得しており、母国アイルランドでは国中の子ども達と触れ合い彼らを励ました功績を称えての受賞となった。そして、女子は陸上ケニア代表のマリ・ナクフミチャが受賞した。ナクフミチャは、これまでの大会で陸上競技投てき種目で5つのメダルを獲得している。今大会、メダル獲得はならなかったがこれまでケニア国内で障害者スポーツの振興に大きな役割を果たしてきた功績を称えての受賞となった。

- 今回の聖火は、イングランド最高峰のスカフェルパイク山をはじめスコットランド、ウェールズ、北アイルランドにあるそれぞれの最高峰の山頂でボーイスカウトらが火を起こして採火された。その火は、パラリンピック発祥の地とされるイギリス南部のストーク・マンデビルにあるストーク・マンデビル病院近くの競技場に運ばれてひとつになり、聖火リレーがスタートした。

- パラリンピックで、初めてチケット完売した。

## 各国のメダル獲得数順位
| 順 | 国・地域       | 金 | 銀 | 銅 | 計  |
| -- | -------------- | -- | -- | -- | --- |
| 1  | 中国           | 95 | 71 | 65 | 231 |
| 2  | ロシア         | 36 | 38 | 28 | 102 |
| 3  | イギリス       | 34 | 43 | 43 | 120 |
| 4  | ウクライナ     | 32 | 24 | 28 | 84  |
| 5  | オーストラリア | 32 | 23 | 30 | 85  |
| 6  | アメリカ合衆国 | 31 | 29 | 38 | 98  |
| 7  | ブラジル       | 21 | 14 | 8  | 43  |
| 8  | ドイツ         | 18 | 26 | 22 | 66  |
| 9  | ポーランド     | 14 | 13 | 9  | 36  |
| 10 | オランダ       | 10 | 10 | 19 | 39  |

### 日本人メダリスト
- 金メダル
  - 正木健人 柔道男子 +100 kg
  - 秋山里奈 水泳女子 100m 背泳ぎ S11
  - 田中康大 水泳男子 100m 平泳ぎ SB14
  - 小宮正江、浦田理恵、安達阿記子、中嶋茜、欠端瑛子、若杉遥 女子ゴールボール
  - 国枝慎吾 車いすテニス　シングルス

- 銀メダル
  - 伊藤智也 陸上競技男子 400m T52
  - 木村敬一 水泳男子 100m 平泳ぎ SB11
  - 中村智太郎 水泳男子 100m 平泳ぎ SB7
  - 伊藤智也 陸上競技男子 800m T52
  - 伊藤智也 陸上競技男子 200m T52

- 銅メダル
  - 鈴木孝幸 水泳男子 150m 個人 メドレー SM4
  - 鈴木孝幸 水泳男子 50m 平泳ぎ SB3
  - 藤田征樹 　自転車男子 ロードタイムトライアル C3
  - 木村敬一 水泳男子 100m バタフライ S11
  - 小山恭輔 水泳男子 50m バタフライ S6
  - 和田伸也 陸上競技男子 5000m T11